# Urška Žolnir
Urška Žolnir (Žalec, 9 de outubro de 1981) é uma judoca e campeã olímpica eslovena que conquistou a medalha de ouro na categoria até 63 kg dos Jogos Olímpicos de Londres 2012.. Também foi medalhista de bronze nos Jogos Olímpicos de Verão de 2004 em Atenas e sétimo lugar nos Jogos Olímpicos de Verão de 2008 em Pequim. É a primeira e ainda única, atleta feminina da Eslovênia a ganhar uma medalha de ouro olímpica.